# Nikolaus Zmeskall
Nikolaus Zmeskall   (Dolný Kubín, 20 de novembre de 1759 - Viena, 23 de juny de 1833) va ser un oficial de la cancelleria de la Cort hongaresa, que vivia a Viena. Va ser músic i amic de Ludwig van Beethoven.

## Amic de Beethoven
Zmeskall era un funcionari de la Cancelleria de la Cort hongaresa de Viena. Va tocar el violoncel, i hi havia sessions regulars els diumenges de música de cambra a casa seva, a la part de Bürgerspital de la ciutat. Beethoven el va conèixer per primera vegada a la dècada de 1790, probablement a casa del mecenes del compositor Karl Alois, el príncep Lichnowsky. Va ser un dels primers amics de Beethoven a Viena, i va romandre així durant la resta de la vida del compositor. A partir de 1806, quan Beethoven va trencar les relacions amb el príncep Lichnowsky, la major part de la seva música de cambra es va tocar per primera vegada a casa de Zmeskall.
Hi ha més de 100 cartes i notes de Beethoven a Zmeskall, l'última escrita un mes abans de la mort del compositor. Sovint es reunien a la taverna Zum Schwan a prop de Bürgerspital; Zmeskall va donar una ajuda menor a Beethoven, com ara proporcionar-li plomes, rellotge i guardar llibres.

Una obra de Beethoven escrita el 1796 per a viola i violoncel, WoO 32, titulada "Duet mit zwei obligaten Augengläsern" ("Duet amb dues ulleres obligato"), va ser dedicada a Zmeskall; va ser escrit per a Beethoven i Zmeskall, que portaven espectacles, per tocar junts. Beethoven va dedicar el seu quartet de corda número 11 en re menor, publicat el 1816, a Zmeskall.
Durant l'hivern de 1819-1820, Zmeskall va estar malalt, i després va patir un reumatisme, que va dificultar les seves activitats musicals i va limitar la seva associació amb Beethoven. No obstant això, va estar present a la primera representació de la novena simfonia de Beethoven el 7 de maig de 1824.

També va mantenir estrets llaços d'amistat amb Joseph Haydn, el qual li dedicà el 1800 els Quartets op. 20.
Zmeskall va morir a Viena el 1833.

## Composicions
Entre les composicions de Zmeskall s'inclouen quartets de corda, piano rondo i diverses sonates de violoncel.